# Tratado de Turim (1816)
O Tratado de Turim de 1816 foi assinado a 16 de Março. entre o Rei da Sardenha Vítor Emanuel I da Sardenha, a França e Charles Pictet de Rochemont pela Confederação Helvética e pelo Cantão de Genebra, efectuam uma divisão de territórios para permitir o desencravamento do cantão e a neutralização do território do Norte da Saboia em caso de conflito.

## Antecedentes
O Tratado de Paris (1814) havia testemunhado o interesse de que Genebra deveria obter algumas facilidades relativas à situação de enclave em que a Província de Carouge a tinha posto. 

## Partição
O tratado actual, não só reunia as comunas de Genebra entre elas pois havia territórios que não eram contíguos, como restituía à Saboia terrenos ocupados Assim:
- Saint-Julien, a actual Saint-Julien-en-Genevois, reverta à Suíça depois da Saboia ter querido fazer dela uma segunda Carouge
- Thônex é cedida pela Saboia assim como os territórios adjacentes para desencravar Jussy
- as comunas entre o Lago Lemano e a estrada que liga Genebra a Évian-les-Bains passam à França.
- as fronteiras entre cada país e a Suíça devem estar afastada pelo menos de une lieue

## Comunas
Comunas que serão juntas ao Cantão de Genebra: Collonge-Bellerive; Corsier (com Anières); Hermance; Veyrier; Compesières (com Bardonnex e Plan-les-Ouates); Avusy-Laconnex ; Bernex (com Onex e Confignon); Aire-la-Ville; Lancy; Carouge; Soral; Choulex; Meinier; Chêne-Thônex (com exepção das localidades de villages de Moillesulaz ;Verna e Gaillard); Bel-Air. Présinge; Puplinge e Carra separadas de Ville-la-Grand formam a comuna de Presinge. Isto corresponde a 108,8 km² e 12 700 habitantes.
A cidade de Annemasse é reunida à província de Faucigny.

## Zonas francas
O tratado também estipulava uma zona franca, chamada de zona sarda de 151 km2.

## Neutralidade
O artigo VII alarga o estatuto internacional de neutralidade da confederação tal como o havia estipulado o Tratado de Paris (1815) à Saboia, e reconhece a inviolabilidade do seu território.